# Adolf Brunner (Komponist)
Adolf Brunner (* 25. Juni 1901 in Zürich; † 15. Februar 1992 in Thalwil) war ein Schweizer Komponist, Kirchenmusiker, Journalist, Philosoph und Humanist. Mit einer Vielzahl unterschiedlicher Tätigkeiten prägte er stark das politische und kulturelle Leben der Schweiz während des Kalten Kriegs. Als Präsident des Gotthardbunds und Radiojournalist gehörte Brunner zu den führenden Köpfen der geistigen Landesverteidigung; als Kirchenmusiker gilt er als wichtiger Reformierer der evangelischen Kirchenmusik und zählt zu den bedeutendsten Schweizer Komponisten des 20. Jahrhunderts.

## Leben

### Herkunft
Brunners Vater Adolf Brunner-Lavater (1871–1943) war Architekt, Brunners Mutter war Angehörige der Familie Lavater, die seit dem 14. Jahrhundert das Zürcher Bürgerrecht besass. Er war der älteste von vier Söhnen, seine jüngeren Brüder waren Rudolf (* 1903), Hans (* 1906) und Walter (* 1913).
Brunners Familie stammte ursprünglich aus Erlenbach, sein Urgrossvater hatte ein Grundstück am Schanzengraben erworben und ein Biedermeierhaus errichtet. Von seinem Grossvater Adolf Brunner-Staub (1838–1911) ist eine Anekdote überliefert, wonach dieser im September 1851 den Papagei von Richard Wagner bei dessen Umzug vom Nachbarshaus an der Sternengasse zur neuen Wohnung am Zeltweg getragen haben soll.

### Jugendjahre
Ab dem dritten Schuljahr erhielt Brunner Klavierunterricht bei Fanny Leber, drei Jahre später Violinunterricht bei Alice Doelly. Ein prägendes Erlebnis war 1913 die Mitwirkung im Knabenchor bei der Schweizer Erstaufführung der 8. Sinfonie von Gustav Mahler in der Tonhalle unter Volkmar Andreae. Brunner besuchte die Volksschule und später das Gymnasium, wo er mit dem späteren Komponisten Conrad Beck und dem Journalisten Arthur Welti in dieselbe Klasse ging. 1919 erhielt er den ersten Kompositionsunterricht von seinem Onkel, dem Komponisten Hans Lavater (1885–1969), der ihn auch mit Wagners Musikdramen vertraut machte.

### Studium in Berlin
1920 schloss Brunner das Gymnasium mit der Matura ab und nahm Klavierunterricht beim Konzertpianisten Walter Frey. 1921 siedelte er nach Berlin über, um neun Monate Privatunterricht bei Philipp Jarnach zu nehmen; 1922 trat er in die Kompositions-Meisterklasse an der Staatlichen Hochschule für Musik ein und studierte bei Franz Schreker, später bei Walther Gmeindl. Unter seinen Kommilitonen waren u. a. Felix Petyrek, Karol Rathaus, Paul Höffer, Berthold Goldschmidt, Jerzy Fitelberg und Ernst Pepping; mit Pepping verband Brunner eine langjährige Freundschaft. 1923 bewarb sich Brunner zusätzlich für die Kapellmeisterklasse und wurde unter 160 Bewerbern ausgewählt, um bei Emil Bohnke, Julius Prüwer und Siegfried Ochs zu studieren.
Brunners Studienjahre in Berlin fielen in die Nachkriegszeit nach dem Ersten Weltkrieg und prägten ihn sowohl in seiner Weltanschauung als auch künstlerisch. So brach er mit der spätromantischen Vorkriegsmusik und betrachtete die Zwölftonmusik der Zweiten Wiener Schule als notwendige Überwindung der Spätromantik. Selber verfolgte Brunner (wie auch sein Mitstreiter Pepping) eine durchsichtige, lineare Polyphonie, die im dreistimmigen Satz ihre Vollendung finden und auf Formen der Renaissance- und Barockmusik zurückgreifen sollte.
Im Sommer 1925 schloss er beide Studien ab. Das Angebot einer Kapellmeisterstelle am Danziger Stadttheater lehnte er ab und entschied sich endgültig für den Komponistenberuf.

### Frankreich und Italien
Nach einer kurzen Heimkehr nach Zürich reiste Brunner im Januar 1926 für einen zweijährigen Aufenthalt nach Paris. Dort nahm er Klavierunterricht beim Huber-Schüler Ernst Levy und traf auf seinen Jugendfreund Conrad Beck, der in Paris lebte. Die durchsichtige Satzkunst der Musik der Groupe des Six beeinflusste Brunners neuen Stil. Auf mehreren Reisen durch Frankreich entwickelte sich ein umfassendes Interesse an der Architektur französischer Kathedralen. In diese Zeit fielen seine ersten «gültigen» Kompositionen – im Vergleich zu seinen Jugendwerken, die er allesamt vernichtete.
Danach kehrte Brunner wieder nach Zürich zurück, wo 1929 sein Abschlusswerk Symphonisches Orchesterstück mit Suite vom Tonhalle-Orchester unter der Leitung von Volkmar Andreae uraufgeführt wurde.
1930 reiste Brunner nach Palermo und verbrachte einige Wochen auf Sizilien und in Neapel, bevor er sich anschliessend für ein paar Monate in Rom niederliess. Sein Italien-Aufenthalt fiel in die Zeit der faschistischen Diktatur unter Benito Mussolini, den er während einer Rede in Florenz erlebte. Aus diesen Erfahrungen schloss Brunner:

«Je länger ich mich mit der totalitären Ideologie herum schlug, desto deutlicher wurde mir, dass die Forderungen der Gegenwart nur in Freiheit, d. h. in einer Gesellschaft, welche zu ihrer pluralistischen Struktur steht und daraus die Konsequenzen zieht, erfüllt werden können, und dass Europa zum Tode verurteilt ist, wenn es weiterhin allein vom sacro egoismo seiner Nationen regiert wird.»

### Zwischenkriegszeit
Bis zum Ausbruch des Zweiten Weltkriegs 1939 pendelte Brunner zwischen Zürich, Berlin und Paris. Bereits im Spätherbst 1930 siedelte er erneut nach Berlin über und wurde mit dem Aufstieg des Nationalsozialismus konfrontiert. Dort freundete er sich mit dem jungen, noch sozialistisch eingestellten Gewerkschafter Walter Pahl an und beriet ihn in seiner Funktion als Verbindungsmann zwischen Gewerkschaftsbundspräsident Theodor Leipart und dem Kabinett Schleicher. In diese Zeit fiel die Komposition einiger Klavierstücke und von Teilen der Missa a cappella. Im Zuge des Besuchs einer NSDAP-Wahlversammlung im Berliner Sportpalast begegnete Brunner Adolf Hitler nach dessen Rede und bezeichnete ihn später als «wild gewordener, fanatischer, dämonisch besessener Spiesser».
Nach der Volksabstimmung über das Staatsoberhaupt des Deutschen Reichs 1934 kehrte er zurück nach Zürich, reiste aber immer wieder nach Berlin, um sich an Ort und Stelle über laufende Entwicklungen zu informieren. In der Schweiz vollendete er seine Messe, eine Partita für Klavier und Orchester und die ersten drei Geistlichen Konzerte. Durch seinen früheren Lehrer Walter Frey beteiligte sich Brunner an der Gründung des Forums Pro Musica (heute Zürcher Sektion der Internationalen Gesellschaft für Neue Musik) und konnte dort viele Uraufführungen seiner Werke erreichen. Im Herbst 1935 reiste er für einige Monate wieder nach Paris; durch eine Jugendfreundin kam er in Berührung mit Schriften des Theologen Emil Brunner und entwickelte eine profunde Beziehung zum christlichen Glauben.

### Griechenland
Im Frühjahr 1937 unternahm Brunner eine dreimonatige Reise nach Griechenland, um sowohl seine Eindrücke aus der Italienreise zu komplementieren als auch die christlichen Ursprünge im Hellenismus zu erforschen:

«Wer vor Christus das Knie beugte, hatte vorher als Grieche aufrecht gestanden. In diesem Sinne empfand ich es als durchaus angebracht, dass ich, der ich mich zu Christus bekannte, mich ebenfalls um das antike Erbe bemühte. Christlicher Glaube und christlich verstandener Humanismus bilden die zwei Pfeiler, welche mein Dasein zu tragen berufen sind.»

In Triest nahm Brunner einen Kursdampfer bis Korfu und gelangte via Patras nach Athen; von dort aus bereiste er die Peloponnes, zahlreiche umliegende Inseln und bestieg den Parnass – meist zu Fuss mit einem Esel. Der Besuch der Mönchsrepublik Athos bildete den Höhepunkt der Reise, wo er als seltener nichtgriechischer Besucher byzantinischen Kirchengesang und Neumennotation studierte. Über Istanbul fuhr Brunner durch den Balkan in die Schweiz zurück.

### Zweiter Weltkrieg
Kurz vor dem Zweiten Weltkrieg weilte Brunner noch einmal drei Monate in Berlin, um sämtlichen Proben seiner Missa a cappella durch die Sing-Akademie zu Berlin beizuwohnen. Gleichzeitig schloss sich Österreich an das Dritte Reich an, was Brunner veranlasste, vor dem drohenden Kriegsausbruch nochmals nach Frankreich zu reisen (Reims, Paris, Dijon). Zurück in Zürich, freundete er sich mit dem Komponisten Robert Oboussier an, der später Pate seines Sohnes Christoph wurde. Im Zuge der Mobilmachung nach dem Überfall auf Polen wurde Brunner in den Aktivdienst nach Altdorf eingezogen. Im Juli 1940 wurde er aus dem Dienst entlassen.
Geprägt von der Gleichgültigkeit, die Brunner in der Zivilgesellschaft vernommen hatte, wurde Brunner politisch aktiv und beteiligte sich in der Widerstandsgruppe Gotthardbund zunächst auf kantonaler, ab 1942 auf nationaler Ebene als Geschäftsführender Präsident zur Entlastung des Obmanns Theophil Spoerri. Zur gleichen Zeit lernte er die geschiedene Ehefrau von Conrad Beck, Emmy Jacot Descombes, und ihre zwei Söhne kennen; am 23. Oktober 1941 liessen sie sich trauen und bekamen zwei eigene Söhne, Georg (* 1943) und Christoph (* 1947).
In den Kriegsjahren war Brunner zugunsten seiner politischen Tätigkeit und familiärer Angelegenheiten kompositorisch kaum aktiv. Im Gotthardbund initiierte er einen neuen Anlauf für eine Alters- und Hinterlassenenversicherung (AHV), die zuletzt 1936 gescheitert war. Die durch die Gruppe finanzierten Vorstudien stiessen bei den Parteien auf Anklang und mündeten in die 1947 per Volksabstimmung angenommene Schaffung der AHV. Der Gotthardbund mit Brunner an der Spitze betreute während des Abstimmungskampfes das Sekretariat des Aktionskomitees, Brunner koordinierte diesen als Initiant der Verhandlungen im Hintergrund. Ein von ihm verfasstes Sechs-Punkte-Friedensprogramm nach Kriegsende als Grundlage einer gemeinsamen Nachkriegspolitik wurde von den Parteien allerdings abgelehnt, worauf Brunner sich zurückzog und sich wieder der Komposition widmete.

### Tätigkeit am Radio Zürich
Ende 1948 erhielt Brunner die Anfrage, am Radio Zürich eine politische Abteilung aufzubauen. Nach kurzem Zögern und Ausbedingen ausreichender Kapazitäten fürs Komponieren sagte er zu und beschrieb seinen Antrieb später wie folgt:

«In den zwölf Jahren, in denen ich der Abteilung ‹Politik und Aktualität› [sic] vorgestanden bin, habe ich Wert auf eine objektive, umfassende Information der Hörerschaft gelegt und versucht, einer loyalen, freien Diskussion für alle politischen Strömungen, welche auf dem Boden der Verfassung stehen, Raum zu gewähren.»

Dieser Anspruch offenbarte sich in der von Brunner initiierten Sendung Echo der Zeit, die bis heute zu den beliebtesten Radioformaten der Schweiz zählt und auch heutzutage als Leitbild für politische Diskussionen im öffentlich-rechtlichen Radio gilt. Unter dem Vorwand der Einladung zweier Chordirigenten zu Probenbesuchen erhielt Brunner 1950 ein Visum zur Einreise in die Deutsche Demokratische Republik; er bereiste Berlin, Leipzig, Zeitz und Zwickau. Seine Eindrücke aus Gesprächen mit Bevölkerung und SED-Parteifunktionären sowie die Kontraste zum dank Marshallplan begünstigten Wiederaufbau in Westdeutschland verarbeitete Brunner in zahlreichen Radio-Reportagen.

### Weitere Auslandreisen
1951 reiste Brunner mit seiner Familie für zwei Monate nach Ägypten (u. a. Alexandria, Kairo und Oberägypten). Zwei Sommeraufenthalte 1955 und 1958 unternahm er auf die südfranzösische Insel Port-Cros, wo er sich mit der kunstliebenden Besitzerin Marceline Henry anfreundete und zwei Orchesterstücke revidierte resp. neu komponierte. Weitere Werke in dieser Schaffensperiode umfassen Chor- und Streicherwerke und drei neue Geistliche Konzerte. Im Frühsommer 1957 nahm Brunner eine Einladung an die Sibelius-Festspiele (heute Helsinki Festival) an; seine Reportage brachte ihm Gratulationen des kurz darauf verstorbenen Jean Sibelius ein.

### Kirchenmusikalische Aktivitäten
1954 gründete Brunner den Schweizerischen Arbeitskreis für evangelische Kirchenmusik und leitete ihn bis 1964. Die Resultate dieser Tätigkeit sammelte er in seiner Publikation Musik im Gottesdienst, die sich an der Erneuerungsbewegung der evangelischen Kirchenmusik nach 1920 orientierte. Darauf folgten die Berufung in die Liturgiekommission der Kirchensynode des Kantons Zürich und die Gründung mit der Unterstützung der Zürcher Musikschulen des Instituts für Kirchenmusik (heute ökumenisch integriert in die Zürcher Hochschule der Künste); als Gegenleistung für die Musikschulen amtete er 1962 bis 1968 als staatlicher Prüfungsexperte am Konservatorium Zürich, danach bis 1971 in der Musikkommission der Tonhalle-Gesellschaft Zürich.

### Späte Jahre
Mit der Fertigstellung seiner letzten Komposition (Markus-Passion 1971) beschloss Brunner, der als bedächtig arbeitend und unerbittlich selbstkritisch galt, keine weiteren Werke zu komponieren und sich der Philosophie zu widmen. Bis 1987 entstand ein 12-bändiges Skript, das bis heute unveröffentlicht ist. Ende der 1970er-Jahre legte Brunner fest, dass sein künstlerischer Nachlass der Zentralbibliothek Zürich übergeben werden sollte. Anfang 1991 starb seine Frau Emmy. Bis zuletzt blieb Brunner trotz zunehmenden Altersbeschwerden geistig gesund; er starb im Februar 1992 in seinem Haus in Thalwil.

## Werk

### Kompositionen
Brunner strebte in seinen Werken sowohl eine institutionelle als auch eine kompositorische Erneuerung der protestantischen Kirchenmusik an. In diesem Bereich schuf er Kompositionen mit nachhaltigem Erfolg. So wird seine Passionsgeschichte nach dem Evangelisten Markus, 1975 Premiere in der Kreuzkirche (Dresden), während der Karwoche in der Schweiz regelmässig aufgeführt. Sein musikalisches Gesamtwerk enthält neben Chor- und Orchester- auch Kammermusik.
Sein musikalischer Stil ist kontrapunktisch geprägt sowie satztechnisch transparent, was auf den Einfluss aus dem Concerto grosso schliessen lässt.

#### Orchesterwerke
- 1925: Symphonisches Orchesterstück mit Suite
- 1928, rev. 1956: Konzertante Musik für Orchester (Solo-Viola, Orchester)
- 1939: Partita für Klavier und Orchester (auch als Bearbeitung für 2 Klaviere erhalten)
- 1944: Concerto grosso (2 Solo-Violinen, Streichorchester, Pauken)
- 1956: Konzert für grosses Orchester

#### Instrumentalwerke
- 1929: Streichtrio (Violine, Viola, Violoncello)
- 1933, rev. 1956: 15 kleine Klavierstücke
- 1933: Sonate für Klavier
- 1936: Sonate für Flöte und Klavier
- 1937: Pfingstbuch für Orgel über den Choral «Nun bitten wir den heiligen Geist»
- 1948: Sonate für Violine und Klavier
- 1961: Drei Eingangsspiele für Orgel
- 1962: Streichquartett
- 1962: Choralvariationen für Orgel «Vater unser im Himmelreich»
- 1963: Kleine Partita für Orgel «Nun freut euch, lieben Christen gemein»
- 1979: Drei kleine Spiele mit Intervallen für Carillon

#### Vokalwerke mit Instrumentalbegleitung
- Drei Geistliche Konzerte (1939)
  - Das Gleichnis von den zehn Jungfrauen (4-stimmiger gemischter Chor, Horn und Streicher)
  - Jesus und die Ehebrecherin (mittlere Singstimme und Orgel)
  - Jesus und die Samariterin am Brunnen (3 Solostimmen, Flöte, Streichquintett und Orgel)
- Neue geistliche Konzerte
  - 1945: Die Versuchung Jesu (4-stimmiger gemischter Chor a cappella)
  - 1947: Das Gespräch mit Nikodemus (Tenor, Bass, Oboe, Streicher und Orgel)
  - 1963: Das Weihnachtsevangelium (4-stimmiger gemischter Chor und Streicher)
- 1970: Markus-Passion (für zwei gemischte Chöre, Soli, Orchester und Orgel)

#### Sonstige Vokalwerke für Chor a cappella
- 1934: Missa a cappella (4-stimmiger gemischter Chor)
- 1938: Der Mensch «Empfangen und genähret» (6-stimmiger gemischter Chor oder Frauenchor)
- 1938: Vier altdeutsche Liebeslieder (3-stimmiger Frauenchor)
- 1939: Gott ist Geist (Schlussmotette aus «Jesus und die Samariterin am Brunnen», 4-stimmiger gemischter Chor)
- 1942: Fünf Motetten (4-stimmiger gemischter Chor)
- 1947: Sprüche nach Angelus Silesius (4-stimmiger gemischter Chor)
- 1949: Vier Chorlieder nach alten Texten (4-stimmiger gemischter Chor)
- 1952: Abendwanderung «Zeit kann lösen» (1-stimmig oder 2-stimmiger Kanon)
- 1952: Es staat en Pflueg (2-stimmiger Chor)
- 1952: Widmung «Der Mensch ist nicht zum Glück berufen» (3-stimmiger gemischter Chor)
- 1957: Das alte Jahr vergangen ist (4-stimmiger gemischter Chor)
- 1959: Vier Jahrzeiten-Choräle (4-stimmiger gemischter Chor)
- 1960: Sechzehn Spruchmotetten (4-stimmiger gemischter Chor)
- 1961: Acht einstimmige Choräle

#### Sonstige Vokalwerke für Sologesang
- 1946: Taufkantate «Und sie brachten Kindlein zu ihm» (hohe Singstimme, Violine, Violoncello und Orgel)
- 1949: Drei Gedichte von J. W. Goethe (Sopran, Alt und Viola)

### Bücher
- Neues Bürgertum. Gedanken zur Gründung des Gotthard-Bundes. Fretz & Wasmuth, Zürich 1940.
- Wege, Umwege, Irrwege. Ein Erinnerungsbuch für meine Nachkommen. Eigenverlag, Zürich 1965.
- Musik im Gottesdienst. Wesen, Funktion und Ort der Musik im Gottesdienst (2. Auflage). Zwingli-Verlag, Zürich 1968.
- Philosophische Fragmente auf ontologischer Grundlage (12 Bände), unveröffentlicht, entstanden zwischen 1971 und 1987.

## Auszeichnungen
- Kunstpreis der Stadt Zürich (1965)

## Diskografie
- Schweizer Komponisten (enthält Sonate für Klavier), Walter Frey (Klavier), Communauté de travail pour la diffusion de la musique suisse, CT-64-25, Lausanne 1964.
- In maienhellen Tagen (enthält Gleichnis von den zehn Jungfrauen), Kammerchor der Kantonsschule Schaffhausen, Vivi-Singers, Edwin Villiger (Leitung), ML 30-351, Schaffhausen 1970.
- A concert of contemporary Swiss music (enthält Sonate für Flöte und Klavier), André Jaunet (Flöte), Walter Frey (Klavier), Decca Records LXT 2658, London, ca. 1980.
- Orgel-Landschaften der Schweiz (enthält Drei Eingangsspiele), Bernhard Billeter (Orgel), Pelca PSR 41014, Zürich 1981.
- Markus-Passion, Berner Kantorei, Collegium Vocale und Collegium musicum der Evangelischen Singgemeinde, Klaus Knall (Leitung), MGB CD 6176, Zürich 2001.
- Das Weihnachtsevangelium nach Lukas, Collegium Vocale Zürich, Kammermusikformation von Musicuria, Klaus Knall (Leitung), MGB CD 6177, Zürich 2001.
- Swiss organ music (enthält Pfingstbuch), Jeremy Bines (Orgel), Guild GMCD 7253, 2003.
- Orchestral Masterworks from Switzerland (enthält Partita für Klavier und Orchester), Royal Scottish National Orchestra, Fali Pavri (Klavier), Rainer Held (Leitung), Guild GMCD 7403, 2014.
- Mensch, werde wesentlich. Geistliche Werke von Adolf Brunner (enthält 16 Spruchmotetten, Drei Eingangsspiele für Orgel, Missa a cappella, Jesus und die Ehebrecherin, Acht Silesius-Sprüche), Iris Anna Deckert (Sopran), Tobias Willi (Orgel), ensemble cantissimo, Markus Utz (Leitung), Spektral/SRF 2 Kultur SRL4-17156, Regensburg 2017.